# Cañete (Chili)
Cañete is een gemeente in de Chileense provincie Arauco in de regio Biobío. Cañete telde 34.537 inwoners in 2017 en heeft een oppervlakte van 760 km².

## Geboren
- Juan Antonio Ríos Morales (1888-1946), president van Chili

- Gemeinsame Normdatei: 1206663863